# 马任
马任（？—？），直隶雄县人，是一名清朝政治人物。
马任曾于1729年接替施霖短暂担任南汇县知县一职，同年即由姚之珂接任。